# BeleniX
BeleniX je distribuce operačního systému, jehož základem je OpenSolaris. Primárně je tato verze distribuovaná jako Live CD, ale může být také nainstaována na pevný disk. BeleniX byl vytvořen společností Sun Microsystems. 
Jméno tohoto systému je odvozeno od keltského boha světla – Belenia. Tento motiv se také odráží na logu této distribuce.
BeleniX je distribuce uživatelsky nenáročná, která demonstruje sílu systému OpenSolaris. Formát Live CD činí tento systém ještě více dostupný a pro uživatele atraktivní. 
Od uvolnění verze 0.5.1 v únoru 2007 je k dispozici také DVD edice, popřípadě verze k instalaci na USB flash disk.